# Naturschutzgebiet Ruhrmäander bei Laer

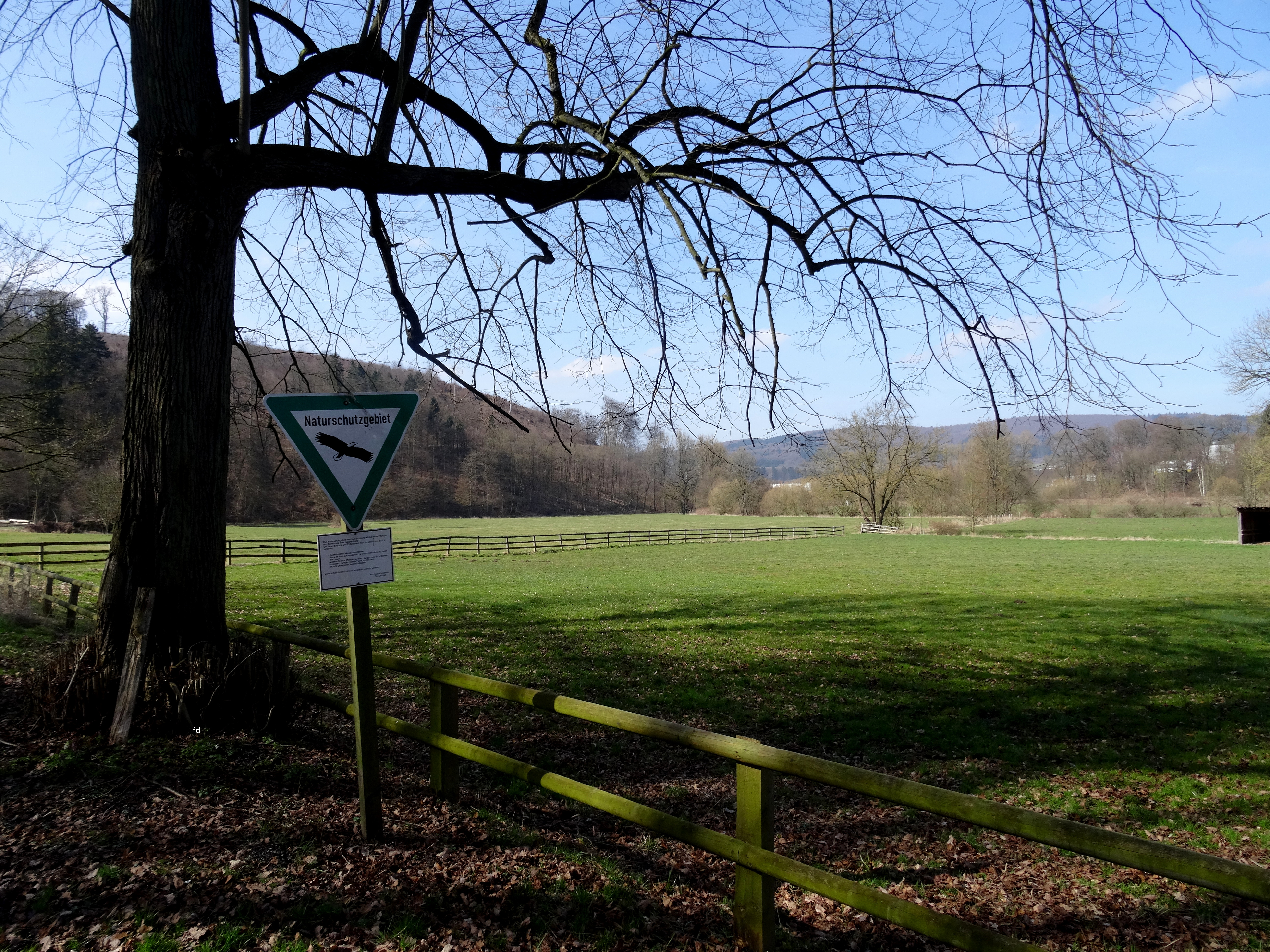
Naturschutzgebiet Ruhrmäander bei Laer

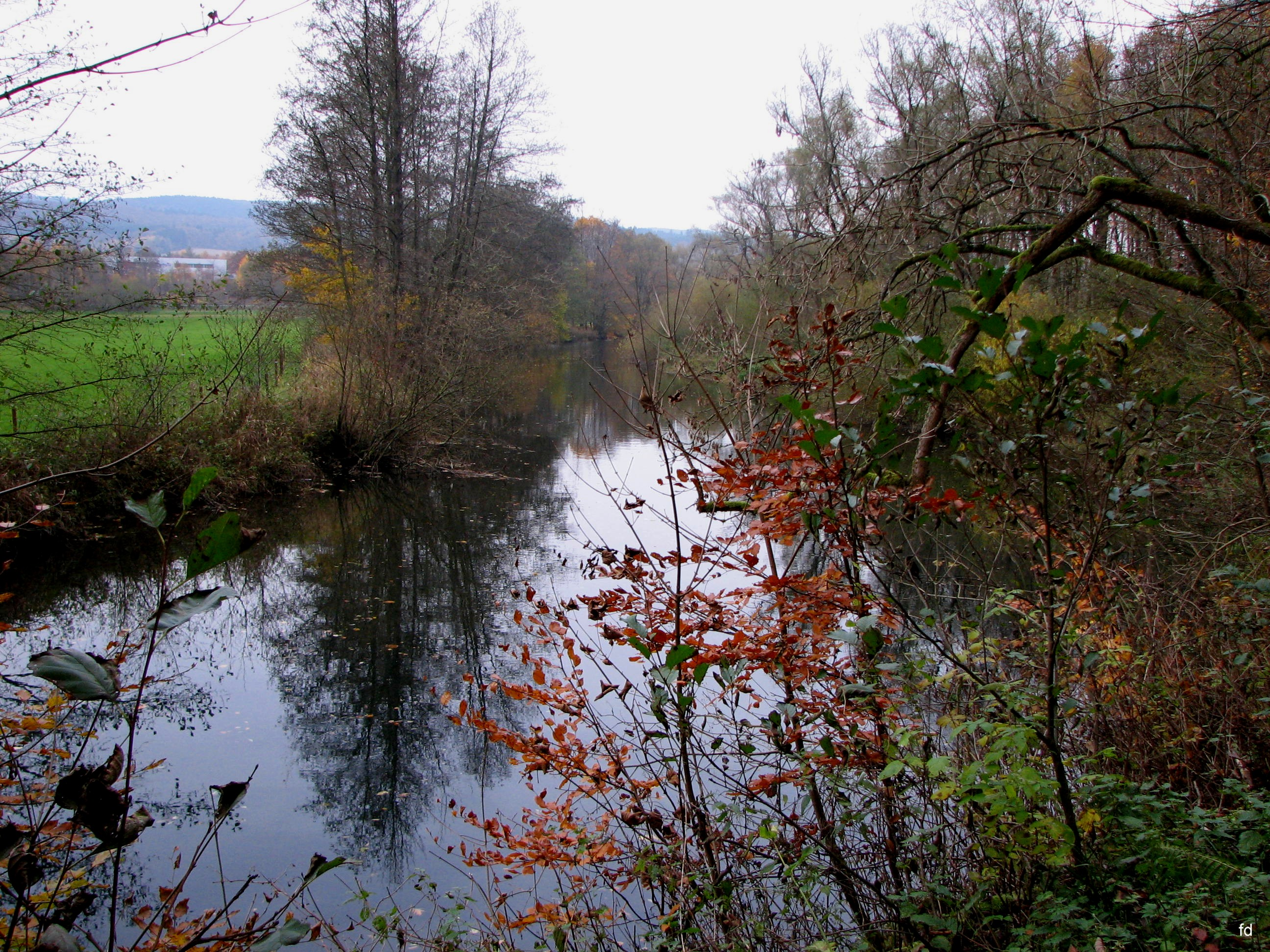
Die Ruhr im NSG

Das Naturschutzgebiet Ruhrmäander bei Laer mit einer Flächengröße von 228,54 Hektar liegt nordwestlich von Schloss Laer im Stadtgebiet von Meschede. Ein Teilgebiet wurde 1979 erstmals von der Bezirksregierung Arnsberg als Naturschutzgebiet (NSG) mit dem Namen Naturschutzgebiet Ruhrtal bei Laer ausgewiesen und 1994 mit dem Landschaftsplan Meschede durch den Hochsauerlandkreis auf 160,7 Hektar vergrößert und dem Namen Naturschutzgebiet Ruhrtal bei Laer erneut ausgewiesen. Bei der Neuaufstellung des Landschaftsplanes Meschede wurde das NSG 2020 dann mit verändertem Namen erneut ausgewiesen und deutlich, unter anderem um die Fläche vom Naturschutzgebiet Schneisenberg und Naturschutzgebiet Hainberg (Meschede), vergrößert. Das Naturschutzgebiet ist seit 2004 Teil des FFH-Gebietes Ruhrtal bei Laer und Schneisenberg (Nr. DE-4615-301) mit 197 Hektar Flächengröße.

## Gebietsbeschreibung

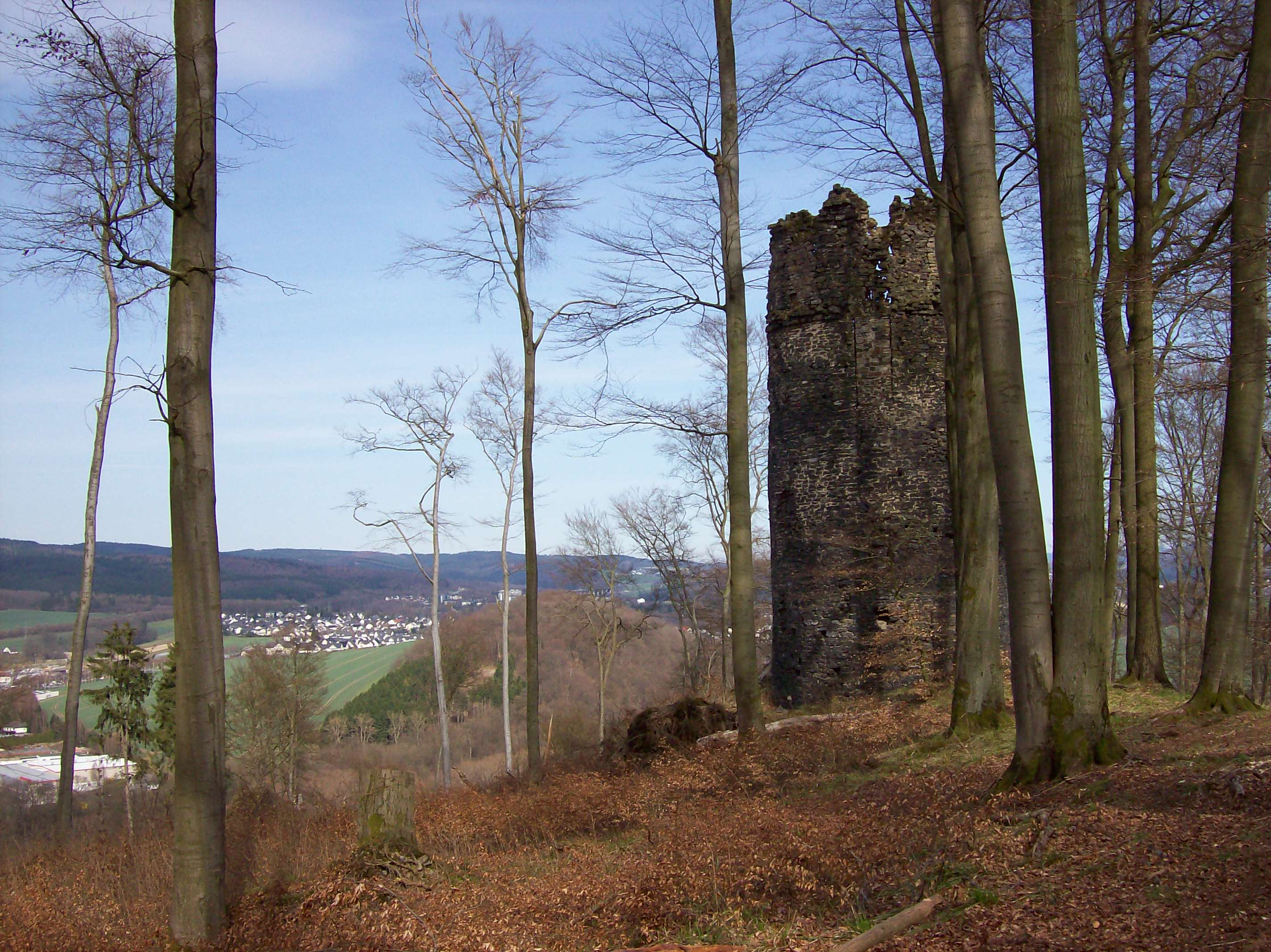
Turmruine Laer im Buchholz

Im NSG befinden sich ein Abschnitt des Ruhrtals und Rotbuchenwälder auf südlich angrenzenden Hügeln. Die längs des Tales verlaufende Obere Ruhrtalbahn trennt einen breiten Obergraben von dem Haupttal. Teile des NSG im Talgrund werden als Wassergewinnungsgebiet genutzt. Durch einen abschnittsweise Anstau der Ruhr in Höhe der Wassergewinnungsanlage und durch den Wasserentzug des Obergrabens weist der Flusslauf ein differenzierte Abfolge tiefer und flacher Abschnitte auf. Die Ruhr wird von Ufergehölzen und schmalen Auenwaldstreifen begleitet. Teilweise befinden sich am Fluss auch breite Hochstaudensäume und Fließgewässerröhrichten. Die Talebene wird von großflächigen, ruderalisierten Glatthaferwiesen eingenommen, die weitgehend ungenutzt sind. Nördlich der Ruhrtalbahn kommen auch extensiv gepflegte Feuchtwiesen vor. Im NSG gibt es ein individuenreiches Vorkommen des Straußenfarns in einem Feuchtwaldstreifen entlang der Ruhr. Zum NSG gehören die südlich der Ruhr liegenden bewaldeten Ruhr-Randhöhen von Stesserburg mit 326 m üb. NN und Buchholz mit 373 m üb. NN. Die beiden Berge fallen steil mit Höhendifferenzen zwischen 80 und 125 m in das geschwungene Offenlandtal ab. Die Berge im sind überwiegend mit strukturreichen Buchenmischwälder bestockt. Kleinflächig befinden sich auch edellaubholzreiche Hangschutt- und Schluchtwälder. Vorkommen des Hirschzungenfarn befinden sich auf dem Ruhrhang des Buchholzes.
Rund 600 m westlich von Schloss Laer befindet sich im NSG die Turmruine Laer, auch als Wartturm bezeichnet, auf dem Berg Buchholz. Es handelt sich um ein frühes Beispiel eines neogotischen Baus in Westfalen. Zwei Kilometer westlich von der Turmruine Laer befindet sich die eisenzeitliche Wallburg Stesser Burg auf dem gleichnamigen Berg.

## Pflanzenarten im NSG
Auswahl vom Landesamt für Natur, Umwelt und Verbraucherschutz Nordrhein-Westfalen dokumentierte Pflanzenarten im Gebiet: Ährige Teufelskralle, Aufrechter Igelkolben, Bachbunge, Bergfarn, Besenheide, Bitteres Schaumkraut, Bittersüßer Nachtschatten, Braunstieliger Streifenfarn, Breitblättriger Dornfarn, Breitblättriger Rohrkolben, Busch-Windröschen, Dunkles Lungenkraut, Echte Nelkenwurz, Echter Beinwell, Echter Wurmfarn, Echtes Johanniskraut, Echtes Mädesüß, Echtes Springkraut, Europäische Eibe, Frauenfarn, Fuchssches Greiskraut, Gänseblümchen, Gartengeißblatt, Geflecktes Johanniskraut, Gegenblättriges Milzkraut, Gelbe Schwertlilie, Gewöhnliche Goldnessel, Gewöhnliche Pestwurz, Hypochaeris radicata, Große Sternmiere, Großer Wiesenknopf, Großes Hexenkraut, Gundermann, Hain-Gilbweiderich, Hain-Sternmiere, Harzer Labkraut, Heidelbeere, Hirschzungenfarn, Kamm-Laichkraut, Kanadische Wasserpest, Kleinblütiges Springkraut, Kleiner Dornfarn, Kletten-Labkraut, Kohldistel, Kriechender Günsel, Kriechender Hahnenfuß, Kuckucks-Lichtnelke, Magerwiesen-Margerite, Nesselblättrige Glockenblume, Pfirsichblättrige Glockenblume, Quirl-Weißwurz, Rainfarn, Ruprechtskraut, Salbei-Gamander, Sanikel, Scharfer Hahnenfuß, Schlangen-Knöterich, Schwedische Mehlbeere, Schwimmendes Laichkraut, Schönes Frauenhaarmoos, Schönes Johanniskraut, Seidelbast, Straußenfarn, Sumpf-Dotterblume, Sumpf-Labkraut, Sumpf-Schachtelhalm, Sumpf-Storchschnabel, Sumpf-Vergissmeinnicht, Sumpffarn, Teich-Schachtelhalm, Wald-Bingelkraut, Wald-Ehrenpreis, Wald-Engelwurz, Waldgeißblatt, Wald-Labkraut, Wald-Veilchen, Wald-Ziest, Waldmeister, Wechselblättriges Milzkraut, Weißes Labkraut, Wiesen-Bärenklau, Wiesen-Flockenblume, Wiesen-Platterbse, Wiesen-Schaumkraut, Wildes Silberblatt, Zaun-Wicke, Zottiges Weidenröschen und Zweiblättrige Schattenblume.

## Schutzzweck
Zum Schutzzweck des NSG führt der Landschaftsplan neben den normalen Schutzzwecken für alle NSG im Landschaftsplangebiet auf: „Erhaltung eines wissenschaftlich, erdgeschichtlich und landeskundlich bedeutsamen Abschnitts des Ruhrtales mit einem streckenweise – insbes. bei unmittelbarem Kontakt mit bewaldeten Unterhängen – naturnahen Flusslauf; Schutz von naturnahen, tlw. seltenen Waldgesellschaften einschließlich ihrer standörtlichen Diversität durch Klippen- und Pingenzonen, flachgründige und kühl-schattige Bereiche, Gewässer und ähnliche Kleinstrukturen; Sicherung der Lebensräume seltener / gefährdeter Arten im Wald und im Offenland; Optimierung und Anreicherung des überregional bedeutsamen Talabschnitts durch zusätzliche Entwicklungsmaßnahmen (s. u.); rechtliche Umsetzung der FFH-Gebietsmeldung DE 4614-301 „Ruhrtal bei Laer und Schneisenberg“ und Präzisierung der diesbezüglichen allgemeinen Schutzvorschriften des § 33 BNatSchG – s. Gebot b) des NSG-Festsetzungskataloges.“